# Sällevadsåns dalgång (Jönköpings län)
Sällevadsån är ett naturreservat  i Hultsfreds och Vetlanda kommuner i Kalmar respektive Jönköpings län.
Området är skyddat sedan 1999 och är 448 hektar stort, varav 264 hektar i Jönköpings län och 184 hektar i Kalmar län. Området ligger mellan sjöarna Flen och Vensjön på gränsen mellan de båda länen. Det består av Sällevadsåns vattendrag och dalgång, skogbevuxen myr och barrblandskog. 
Sällevadsån ingår i Emåns värdefulla vattensystem och utgör gräns mellan Kalmar och Jönköpings län. Ån är ett grunt, strömmande vattendrag som bitvis rinner fram i en djupt nedskuren dalgång med höga och branta sidor. Det snabba grunda vattenflödet gör att det finns öppet vatten året om. Många fåglar och fiskar utnyttjar detta för att finna föda vintertid. Där kan man finna strömstare, kungsfiskare, öring och utter. 
I ån finns ett rikt bestånd av den sällsynta flodpärlmusslan. 
Ån omges av barr- och lövskog med många gamla grova träd. De är viktiga för mossor, lavar och svampar. Längs ån kan man finna dvärghäxört, trolldruva, skogsvicker och ängsvaxskivling.
Längs ån finns många rester efter torp och kvarnar.
Naturreservatet ingår i EU:s ekologiska nätverk, Natura 2000.